# Oxalis grisea
Oxalis grisea là một loài thực vật có hoa trong họ Chua me đất. Loài này được A. St.-Hil. & Naudin mô tả khoa học đầu tiên năm 1842.